# Paul Nizan
Paul-Yves Nizan (Tours, 7 februari 1905 – Recques-sur-Hem, 23 mei 1940) was een Frans romanschrijver, essayist, journalist, politicus en filosoof.
Nizan is geboren in Tours, Indre-et-Loire en ging op zijn twaalfde naar de middelbare school in Parijs, waar hij in 1920 bevriend raakte met Jean-Paul Sartre, medeleerling aan het Lycée Henri IV en aan het Lycée Louis-le-Grand, een vriendschap die van invloed zou zijn op latere werken van Sartre. Beide werden daar aansluitend student aan de École Normale Supérieure, waar Nizan ook een vriendschappelijke band kreeg met Raymond Aron. Na zijn afstuderen schreef hij zich in als lid van de Franse Communistische Partij; veel van zijn werken weerspiegelen zijn politieke overtuigingen, al zegde hij zijn lidmaatschap van die partij op bij het vernemen van het Molotov-Ribbentroppact (1939). Hij kwam om in de Slag om Duinkerke, waarin hij tijdens de Tweede Wereldoorlog vocht tegen het Duitse invasieleger.
Zijn werken bestaan onder meer uit de romans Antoine Bloye (1933), Le Cheval de Troie en La Conspiration (1938) en het essay Les Chiens de garde (1932) en de novelle Aden Arabie (1931); toen deze laatste titel in 1960 opnieuw werd gepubliceerd, met een voorwoord van Sartre, vond zij weerklank bij een nieuw publiek. Vooral zijn openingszin Ik was twintig. Ik zal niemand in de mond leggen dat dit de beste jaren van je leven zijn. (J'avais vingt ans. Je ne laisserai personne dire que c'est le plus bel âge de la vie.) werd een van de meest invloedrijke leuzen tijdens de studentenprotesten van mei '68.

## Biografie
Nizan kwam uit een Bretonse familie uit de middenklasse. Hij was de zoon van Pierre Nizan (1864-1930) en Clémentine Métour (1873-1951). Zijn vader had voor de Eerste Wereldoorlog als ingenieur voor de Franse Spoorwegen gewerkt. De koers die Nizans vader voer door de bureaucratie van de Franse industrie, zou later de basis vormen voor de roman Antoine Bloye; bovendien zou hij bepalend blijken voor Nizans begrip van sociale vervreemding.

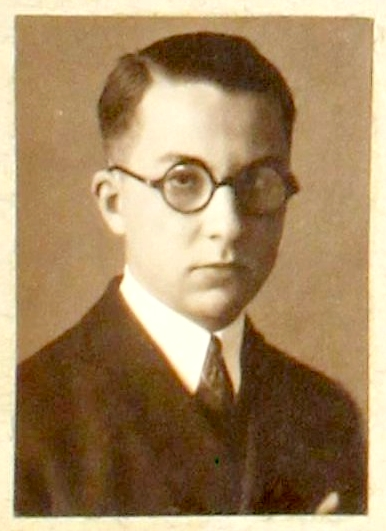
Paul Nizan, student aan l’École normale supérieure in 1924

In 1926 onderbrak Paul Nizan na twee jaar zijn studie aan de École Normale Supérieure van de Universiteit van Parijs – omdat “literatuur hem verveelde” en “hij een hekel had gekregen aan woorden doordat hij er te veel had gelezen en geschreven” – om in Aden tutor te worden van de zoon van de in Frankrijk geboren zakenman-miljonair Antonin Besse. Voor het schrijven van zijn eerste novelle, Aden Arabie, putte hij later dankbaar uit dit verblijf van zes maanden. Vervolgens begon Nizan actief te worden voor de Franse Communistische Partij (PCF). Zo schreef hij voor haar tijdschrift, La Revue Marxiste, Ce Soir en het revolutionaire schrijversblad Commune, en runde op een gegeven moment zelfs een partijboekhandel in Parijs. Maar hij publiceerde ook in Bifur, Europe en l’Humanité. Met Sartre werkte hij in 1928 samen aan de vertaling van de Allgemeinen Psychopathologie van Jaspers.
Later aanvaardde Nizan een docentenpositie in de filosofie (Bourg-en-Bresse, (1931-1932)), waarbij hij bij studenten de reputatie van een sympathieke en ‘relaxte’ docent verwierf; hij bood studenten soms zelfs een sigaret aan tijdens zijn lessen. Over zijn eigen perspectief op de marxistische theorie was hij als docent terughoudend, in plaats daarvan moedigde hij zijn studenten aan onafhankelijk tot een eigen oordeel te komen. Zelf werkte hij in 1934 bij het Marx-Engels-instituut in Moskou, onderhield zich met apparatsjik en nam deel aan het eerste congres van de Bond van Sovjetschrijvers. Terug in Frankrijk bleef hij het leven en werken in de Sovjet-Unie verheerlijken, ondanks tegengeluiden over Stalins schrikbewind. In de periode van begin jaren-’30 tot aan het uitbreken van de Tweede Wereldoorlog schreef Nizan al zijn grote werken, waaronder Les chiens de garde – een exposé over materialisme.
Nizan voelde zich er in 1939, door het nieuws over het niet-aanvalsverdrag tussen nazi-Duitsland en de Sovjet-Unie, echter toe gedwongen de Franse communistische partij te verlaten. In het licht van zijn actieve deelname aan de anti-fascistische beweging, alsmede door zijn inzet voor de republikeinse zaak in de Spaanse Burgeroorlog, kon Nizan de snelle verschuiving van zijn partij tegen het Spaanse Volksfront niet accepteren. Door deze actie werd hij binnen de communistische partij lange tijd als een verrader beschouwd. Tijdens de aanloop naar de Tweede Wereldoorlog en de mobilisatie meldde Nizan zich aan bij het Franse leger. Hij maakte deel uit van de Franse achterhoede, die de Britse evacuatie (Operatie Dynamo) tijdens de Slag om Duinkerke moest dekken en werd daarbij dodelijk getroffen.
Paul Nizan was sinds 1927 gehuwd met Henriette Alphen (1907-1993); zij hadden een dochter en een zoon.

## Politiek
De politieke denkbeelden van Nizan ondergingen enkele opmerkelijke wisselingen, waarbij Sartre aantekende dat Nizan in zijn jeugd had gependeld tussen fascistische en communistische sympathieën, ofwel zich aangetrokken had gevoeld tot beide uitersten van het politieke spectrum. Paul Nizan dacht er als jongeman ook over in te treden als priester, maar kwam al snel op die beslissing terug. Uiteindelijk zette hij zich in voor de PCF, onder auspiciën waarvan Nizans literaire werk werd uitgegeven en onder wier vleugel zijn bekendheid als auteur een hoge vlucht nam. In dat kader schreef hij uitgebreide artikelen en essays voor communistische publicaties. Daarnaast liet hij zijn werken in partijboekhandels verkopen.

### Politiek in Nizans literaire werk
Tegenwoordig is zijn fictie zijn meest gevierde werk. In de verscheidenheid van zijn romans onderzoekt Nizan de moderne vervreemding, alsook de situatie van het radicale kleinburgerlijke milieu, gevangen tussen de conflicterende krachten in de klassenstrijd. Hoewel Nizan aanvankelijk een loyaal aanhanger was van het beleid van de PCF, anticipeerden zijn geschriften op elementen van naoorlogs radicaal existentialisme, waardoor de hedendaagse lezer een dubbelzinnig beeld krijgt van zijn politieke stellingname.

## Literair recensent
Van 1932 tot 1939 schreef Paul Nizan bijna wekelijks literaire recensies voor L'Humanité. Zijn artikelen waren erg kort en vaak scherp.
Michel Onfray vat het schema dat de recensies van Nizan volgen als volgt samen.
Toute littérature réaliste, soucieuse du peuple, du prolétariat, de l'histoire, du progrès, de la dénonciation du capitalisme, est bonne; toute littérature qui n'est pas bonne est mauvaise.— Michel Onfray
Nizan beschouwde zichzelf niet als een literair theoreticus; hij schreef onder tijdsdruk en kwam meestal meteen to the point. Met finesse analyseerde hij de auteurs van dat moment, waarvan sommige heel bekend zijn geworden, zoals Louis-Ferdinand Céline, Marcel Proust, André Gide, Roger Martin du Gard, Jean Giono of de surrealisten. Hij was een van de eerste Franse kenners van de Engelse literatuur en een van de eerste Franse intellectuelen die oog had voor de ontluikende Amerikaanse literatuur, aangevoerd door William Faulkner, Erskine Caldwell, John Steinbeck en Eugene O'Neill. Onder de door Nizan geanalyseerde werken (œuvres) die klassiekers zijn geworden, zaten L'Adolescent, été 1914, Mort à crédit
 en La Nausée.

## Werken

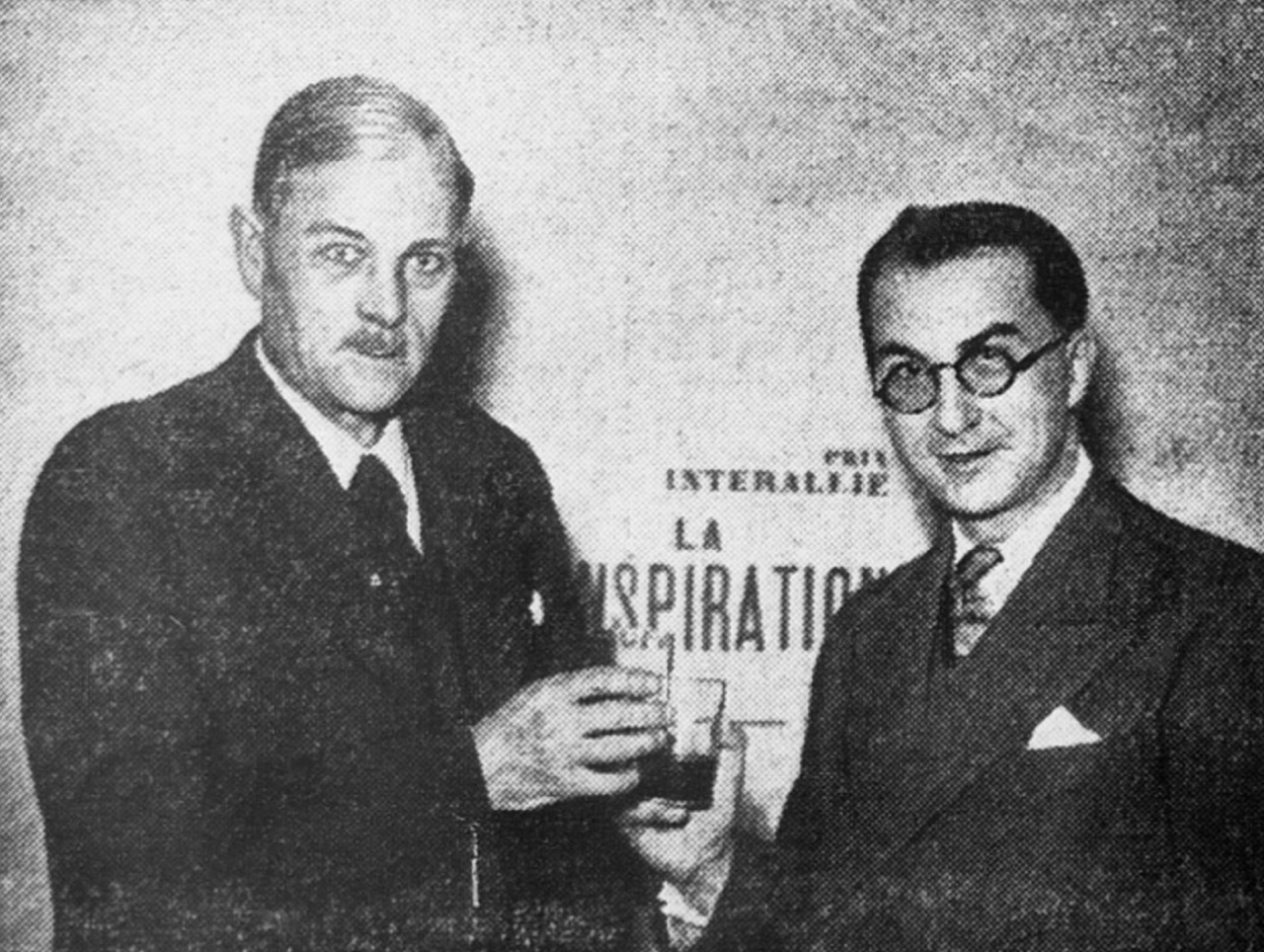
Paul Nizan tijdens de uitreiking van de Prix Interallié op 8 december 1938

- Aden Arabie (1931), (heruitgave uit 1960 ingeleid door Jean-Paul Sartre)
- Les Chiens de garde (1932)
- Antoine Bloye (1933)
- Le Cheval de Troie (1938)[36]
- La Conspiration (1938)
- Morceaux choisis de Marx (1934) (ingeleid door Henri Lefebvre)
- Chronique de septembre (1939)
- Paul Nizan, intellectuel communiste. Articles et correspondance 1926-1940 (1967)
- Pour une nouvelle culture (1971)
- Articles littéraires et politiques, deel I (2005)